# Tetraponera difficilis
Tetraponera difficilis är en myrart som först beskrevs av Carlo Emery 1900.  Tetraponera difficilis ingår i släktet Tetraponera och familjen myror.

## Underarter
Arten delas in i följande underarter:
- T. d. difficilis
- T. d. longiceps